# District de la Comoé
La Comoé est un district de Côte d'Ivoire, en Afrique de l'ouest, qui s'étend sur les parties sud-est et centre-est du pays et comprend les régions de l'Indénié-Djuablin et du Sud-Comoé. En 2021, sa population est de 1 501 336 habitants.
Il est limité à l'ouest par les districts des Lagunes et des lacs non loin d'Abidjan, au sud par le golfe de Guinée dans l'océan Atlantique et frontalier du Ghana à l'est.
Il a pour chef lieu la ville d'Abengourou et est dirigé par le ministre-gouverneur Pascal Abinan Kouakou.